# Acatenango (Chimaltenango)
Pour les articles homonymes, voir Acatenango.
Acatenango est une ville et municipalité du Guatemala située dans le département de Chimaltenango. Acatenango est la localité où se trouve le stratovolcan Acatenango et est située dans la vallée de la rivière Cocoyá,.

## Histoire

### Colonie espagnole
Les Franciscains ont contribué à la propagation de la foi catholique dans la région comprenant aujourd'hui les départements de Chimaltenango, Sololá, Quetzaltenango, Totonicapán, Suchitepéquez et Escuintla. La région était alors nommée Provincia del Santísimo Nombre de Jesús (Province du Saint Nom de Jésus) et 24 couvents y étaient installés.

### Après l'indépendance
Lors de la création de l'État du Guatemala le 11 octobre 1825, Acatenango est établie en tant que ville et devient officiellement une municipalité par un décret du département du Chimaltenango le 12 septembre 1839.

### Éruption du Fuego

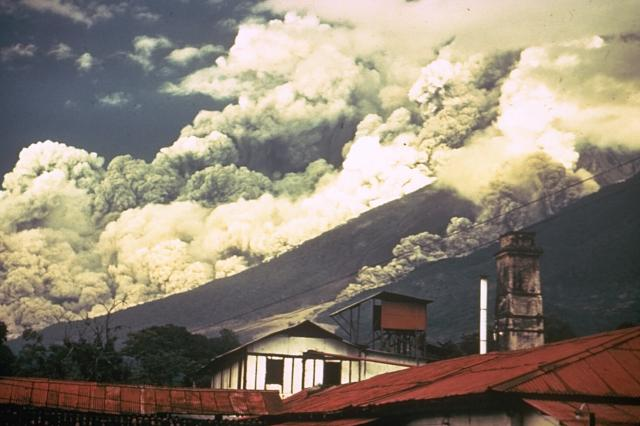
L'éruption du volcán de Fuego en 1974 détruit partiellement San Pedro Yepocapa.

Le 15 octobre 1974, des secousses réveille les habitants vivant autour du volcan de Fuego vers 2 h du matin et est rapidement suivis par des cendres tombant du ciel qui obscurcit le ciel pendant quelques jours. En réaction, le président Kjell Laugerud García ordonne l'évacuation de la population. Pendant ce temps, les cendres se répandirent jusqu'aux États mexicains du Chiapas et de l'Oaxaca, ce qui mettent les autorités mexicaines sur un pied d'alerte.
San Pedro Yepocapa est la ville la plus impactée alors que la ville est recouverte de plus d'un mètre de cendre après quatre jours d'éruption. Autour de 1 100 personnes de l'hacienda Morelia et ses annexes sont relocalisées dans les villes et régions voisines de Santa Lucía Cotzumalguapa, Escuintla, Patulul et Suchitepéquez.
La principale opposition du pays, la Démocratie-chrétienne guatémaltèque (DCG) qui a perdu une élection considérée comme frauduleuse plus tôt la même année, s'active à convaincre les maires de venir en aide à leurs collègues de San Pedro Yepocapa et Acatenango. Les deux villes étant pratiquement totalement détruite, l'action de la DCG permet de voir l'entrée des secours dès que l'éruption cesse le 24 octobre 1974 et l'arrivée d'équipements pour une opération de nettoyage qui dure trois mois.

## Volcan Acatenango

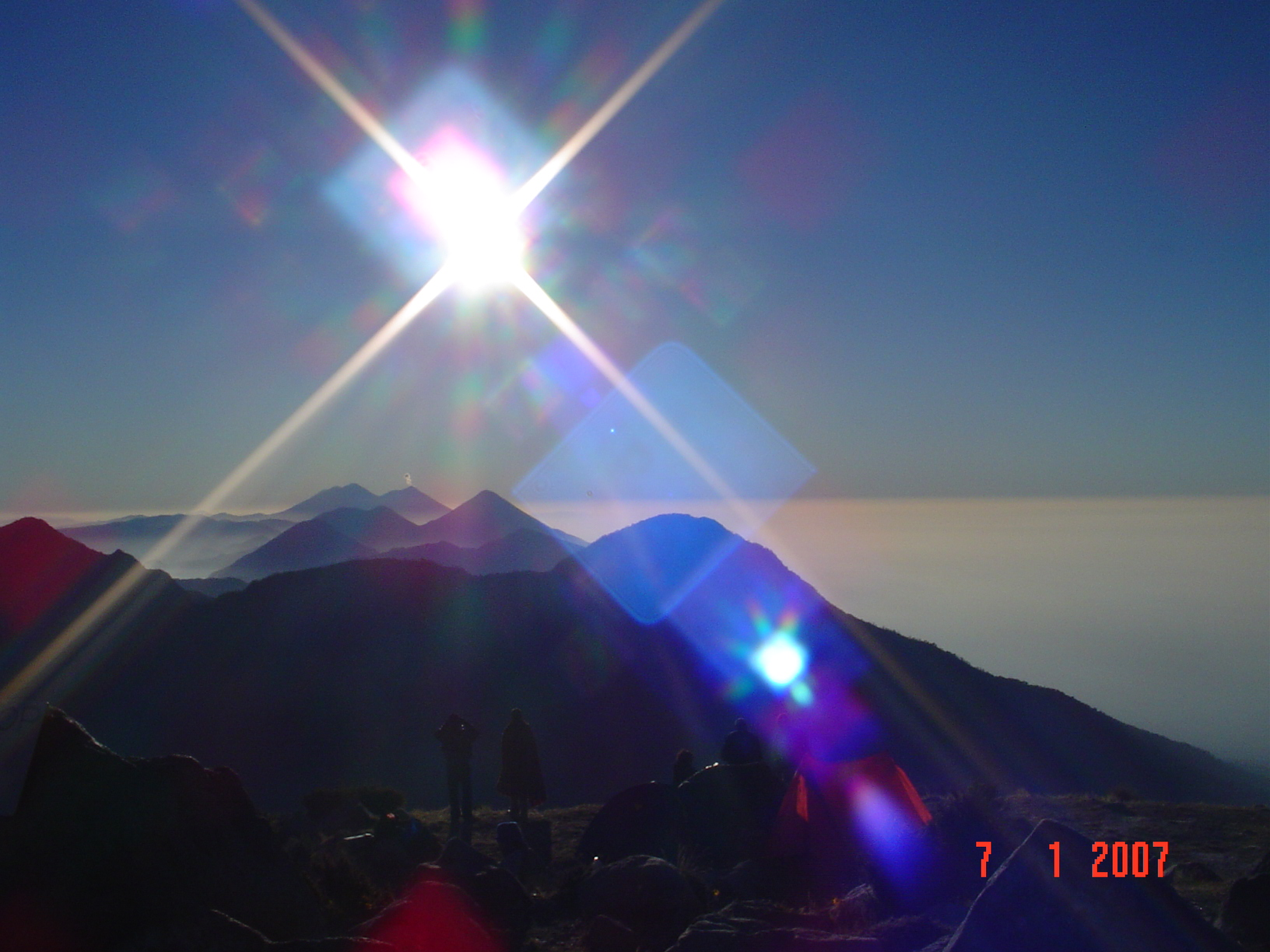
Volcan Acatenango.

Acatenango est le site d'un massif complexe volcanique d'une altitute de plus de 3 500 mètres au-dessus des plaines de la côte du Pacifique. Ce complexe comprend des vestiges de plusieurs anciennes éruptions ayant même entraîné des avalanches. À l'inverse de son voisin, le Fuego, l'Acatenango est en dormance depuis 600 ans.

## Administration
La partie urbaine d'Acatenango est divisée en trois zones.
1. Zone 1 : Les quartiers de San Carlos, El Potrerito et Naranjales
2. Zone 2 : Les régions urbaines de Calle Real, La Ladrillera, El Calvario et Los Olivos.
3. Zone 3 : Les quartiers El Sare et El Campo, ainsi que les régions urbaines de El Caracol, El Cementerio, El Parque et Las Lajas.
4. La région urbaine d'El Tanque est entre les zones 2 et 3.

## Climat
Le climat d'Acatenango est de type océanique.